# マーク・マンシーナ
マーク・マンシーナ（Mark Mancina, 1957年3月9日 - ）は、アメリカ出身の音楽家。

## 略歴
アメリカのカリフォルニア州サンタモニカ出身。当初はロサンゼルスを基点にセッション・キーボード・プレイヤーとして活動していた（平行して映画音楽の仕事も手がけていた）。1991年、イエスのアルバム『結晶』に収録された楽曲の内「Miracle of life」で共同プロデュース、「Lift me up」でプログラミングを担当。さらに1992年、エマーソン・レイク・アンド・パーマーのアルバム『ブラック・ムーン』でプロデュースを担当するなど、プログレッシブ・ロックの分野での活動が知られるようになる。その後は映画音楽の作曲家としての活動が主体となり、現在に至っている。

## 楽曲提供作品一覧
日本劇場公開作品
- バトル・ウォーズ（1987年）
- スペース・ミューティニー（1989年）
- 山猫は眠らない （追加音楽） （1993年）
- トゥルー・ロマンス （追加音楽） （1993年）
- ゆかいな天使/トラブるモンキー （1993年）
- スピード （1994年）
- ライオン・キング （ボーカル・アレンジ） （1994年）
- バッドボーイズ （1995年）
- フェア・ゲーム （1995年）
- マネー・トレイン （1995年）
- 暗殺者 （1995年）
- モル・フランダース （1996年）
- ツイスター （1996年）
- コン・エアー （1997年）
- スピード2 （1997年）
- ターザン （1999年）
- ワイルド・チェイス （2000年）
- ドメスティック・フィアー （2001年）
- トレーニング デイ （2001年）
- 仮面の真実 （2003年）
- ブラザー・ベア （2003年）
- ホーンテッドマンション （2003年）
- ザ・シューター/極大射程 （2006年）
- 奇跡のシンフォニー （2007年）
- プレーンズ （2013年）
- ブレーンズ2 ファイアー&レスキュー （2014年）
- モアナと伝説の海 （共同作曲）（2016年）
- クライ・マッチョ（2021年）

日本劇場未公開作品
- ロスト・プラトーン （1989年）
- 犬の眠る場所 （1992年）
- ママのフィアンセ/結婚に異議あり! （1995年）
- リターン・トゥ・パラダイス （1998年）
- 陪審員2番 (2024年)

TV映画作品
- ライフポッド （1993年）
- スペース・レンジャーズ （1993年）
- ポルターガイスト'96/悪魔の遺産 （追加音楽） （1996年）
- フーディーニ/天才魔術師の生涯 （テーマ音楽） （1998年）
- フロム・ジ・アース/人類、月に立つ （1998年）

TVアニメ
- BLOOD+ （ハンス・ジマーと共同で担当する初の日本アニメ） （2005年）

OV作品
- ターザン2 （2005年）

その他
- ストームライダー(東京ディズニーシーアトラクション音楽) （2001年）